# Jordi Masip
Jordi Masip López (Sabadell, 3 gennaio 1989) è un ex calciatore spagnolo, di ruolo portiere.

## Carriera

### Club

#### Gli inizi

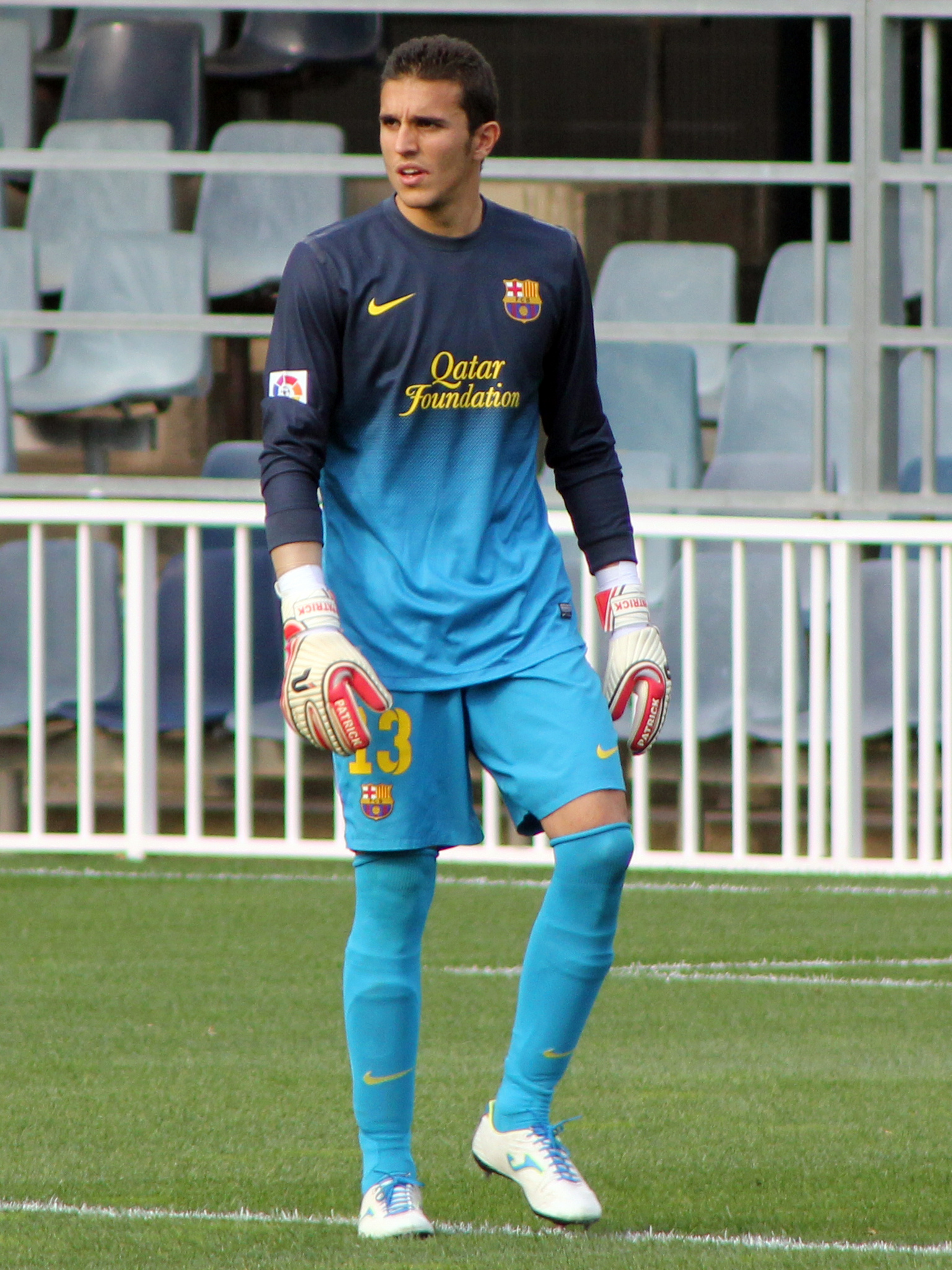
Masip, nel 2012, con la maglia del Barcellona B.

Esordisce, da professionista, in prestito, dal Barcellona, al Vilajuïga nella stagione 2008-2009, squadra militante nella Tercera División, quarto livello del campionato spagnolo di calcio. Conclude la stagione in prestito con 24 presenze e le sue prestazioni gli permettono di giocare nel Barcellona B nella stagione successiva.

#### Barcellona B
Nella sua prima stagione con maglia Blaugrana scende in campo solo 3 volte nella Segunda División B, terzo livello del campionato spagnolo. In questa stagione il Barcellona B viene promossa nella Segunda División, la seconda divisione spagnola di calcio. L'esordio in Segunda División arriva il 31 ottobre 2010 contro l'Alcorcón, partita vinta 3-1.

#### Barcellona
Nel 2013 viene convocato, al posto di Oier Olazábal, in prima squadra per essere il secondo di José Manuel Pinto che sostituisce il primo portiere Víctor Valdés, momentaneamente indisponibile. Comunque Masip non ottiene il suo esordio con la maglia della prima squadra in quest'occasione.
Dopo 5 stagioni passate con la maglia del Barcellona B, per la stagione 2014-2015 diviene il terzo portiere della prima squadra, dietro a Claudio Bravo e Marc-André ter Stegen (rispettivamente primo e secondo portiere). Il 16 dicembre 2014 arriva l'esordio in prima squadra, in occasione della vittoria, per 8-1 in Coppa del Re, contro l'Huesca. Il 23 maggio 2015, in occasione dell'ultima partita di Liga, a campionato già vinto, fa il suo esordio nel pareggio interno per 2-2 contro il Deportivo. Il 30 maggio successivo, pur non scendendo in campo, vince la sua prima Coppa del Re, grazie alla vittoria dei blaugrana sull'Athletic Bilbao, sconfitto 3-1 in finale.
L'11 agosto 2015, seppur non venendo convocato per la partita, vince la Supercoppa UEFA contro il Siviglia, per 5-4. Il 20 dicembre successivo vince anche la Coppa del mondo per club poiché la sua squadra, in finale, si impone per 3-0 sugli argentini del River Plate. Il 14 maggio 2016, seppur non essendo mai sceso in campo in tale competizione, vince il suo secondo campionato di fila all'ultima giornata.
Il 17 agosto 2016, seppur non scendendo mai in campo nelle due partite, vince la sua prima Supercoppa di Spagna poiché la sua squadra si impone, con un complessivo di 5-0, sul Siviglia. Il 27 maggio 2017, imponendosi per 3-1 sull'Alavés, vince la sua terza Coppa del Re. A fine stagione il club decide di non rinnovare il contratto al portiere spagnolo che lascia il club dopo otto anni.

#### Real Valladolid
Il 17 luglio 2017 firma un contratto, valido fino al 2020, con il Real Valladolid. L'esordio arriva il 19 agosto successivo in occasione della sconfitta interna, per 2-1, contro il Barcellona B. Conclude la stagione con un bottino di 46 presenze dove subisce 58 reti aiutando il club ad ottenere la promozione in massima serie.
Il 17 agosto 2018 fa il suo esordio, con la maglia dei biancoviola, nel massimo campionato spagnolo in occasione del pareggio esterno, per 0-0, contro il Girona.

## Statistiche

### Presenze e reti nei club
Statistiche aggiornate al 12 ottobre 2021.
| Stagione               | Squadra                | Campionato             | Campionato | Campionato | Coppe nazionali | Coppe nazionali | Coppe nazionali | Coppe continentali | Coppe continentali | Coppe continentali | Altre coppe | Altre coppe | Altre coppe | Totale | Totale |
| Stagione               | Squadra                | Comp                   | Pres       | Reti       | Comp            | Pres            | Reti            | Comp               | Pres               | Reti               | Comp        | Pres        | Reti        | Pres   | Reti   |
| ---------------------- | ---------------------- | ---------------------- | ---------- | ---------- | --------------- | --------------- | --------------- | ------------------ | ------------------ | ------------------ | ----------- | ----------- | ----------- | ------ | ------ |
| 2008-2009              | Vilajuïga              | TD                     | 24         | -?         | -               | -               | -               | -                  | -                  | -                  | -           | -           | -           | 24     | -?     |
| 2009-2010              | Barcellona B           | SDB                    | 3          | -4         | -               | -               | -               | -                  | -                  | -                  | -           | -           | -           | 3      | -4     |
| 2010-2011              | Barcellona B           | SD                     | 12         | -13        | -               | -               | -               | -                  | -                  | -                  | -           | -           | -           | 12     | -13    |
| 2011-2012              | Barcellona B           | SD                     | 9          | -14        | -               | -               | -               | -                  | -                  | -                  | -           | -           | -           | 9      | -14    |
| 2012-2013              | Barcellona B           | SD                     | 21         | -33        | -               | -               | -               | -                  | -                  | -                  | -           | -           | -           | 21     | -33    |
| 2013-2014              | Barcellona B           | SD                     | 34         | -37        | -               | -               | -               | -                  | -                  | -                  | -           | -           | -           | 34     | -37    |
| Totale Barcellona B    | Totale Barcellona B    | Totale Barcellona B    | 79         | -101       |                 | -               | -               |                    | -                  | -                  |             | -           | -           | 79     | -101   |
| 2014-2015              | Barcellona             | PD                     | 1          | -2         | CR              | 1               | -1              | UCL                | 0                  | 0                  | -           | -           | -           | 2      | -3     |
| 2015-2016              | Barcellona             | PD                     | 0          | 0          | CR              | 2               | -1              | UCL                | 0                  | 0                  | SS+SU+Cmc   | 0           | 0           | 2      | -1     |
| 2016-2017              | Barcellona             | PD                     | 0          | 0          | CR              | 0               | 0               | UCL                | 0                  | 0                  | SS          | 0           | 0           | 0      | 0      |
| Totale Barcellona      | Totale Barcellona      | Totale Barcellona      | 1          | -2         |                 | 3               | -2              |                    | -                  | -                  |             | -           | -           | 4      | -4     |
| 2017-2018              | Real Valladolid        | SD                     | 42+4       | -55 + -3   | CR              | 0               | 0               | -                  | -                  | -                  | -           | -           | -           | 46     | -58    |
| 2018-2019              | Real Valladolid        | PD                     | 35         | -45        | CR              | 0               | 0               | -                  | -                  | -                  | -           | -           | -           | 35     | -45    |
| 2019-2020              | Real Valladolid        | PD                     | 35         | -39        | CR              | 1               | -2              | -                  | -                  | -                  | -           | -           | -           | 36     | -41    |
| 2020-2021              | Real Valladolid        | PD                     | 25         | -40        | CR              | 0               | 0               | -                  | -                  | -                  | -           | -           | -           | 25     | -40    |
| 2021-2022              | Real Valladolid        | SD                     | 23         | -20        | CR              | 1               | 0               | -                  | -                  | -                  | -           | -           | -           | 24     | -20    |
| 2022-2023              | Real Valladolid        | PD                     | 28         | -42        | CR              | 1               | 0               | -                  | -                  | -                  | -           | -           | -           | 29     | -42    |
| 2023-2024              | Real Valladolid        | SD                     | 31         | -22        | CR              | 1               | -1              | -                  | -                  | -                  | -           | -           | -           | 32     | -23    |
| Totale Real Valladolid | Totale Real Valladolid | Totale Real Valladolid | 219+4      | -263+ -3   |                 | 4               | -3              |                    | -                  | -                  |             | -           | -           | 227    | -269   |
| Totale carriera        | Totale carriera        | Totale carriera        | 327        | -369+      |                 | 7               | -5              |                    | -                  | -                  |             | -           | -           | 334    | -374+  |

## Palmarès

### Club

#### Competizioni nazionali
- Campionato spagnolo: 2

Barcellona: 2014-2015, 2015-2016
- Coppa di Spagna: 3

Barcellona: 2014-2015, 2015-2016, 2016-2017
- Supercoppa di Spagna: 1

Barcellona: 2016

#### Competizioni internazionali
- UEFA Champions League: 1

Barcellona: 2014-2015
- Supercoppa UEFA: 1

Barcellona: 2015
- Coppa del mondo per club: 1

Barcellona: 2015